# マシェバラ
マシェバラは、株式会社マシェバラが運営する、iOSやAndroid端末、PCからライブ配信および視聴を行えるストリーミングサービスである。

## 概要
マシェバラはアイドルや芸人などの芸能人とインターネット生放送を通して、リアルタイムでコミュニケーションがとれるサービス。公式サイトまたはアプリ（iOS、Android対応）で利用可能。
2010年開始から主にマシェバラスタジオで行うスタジオ配信を行っていたが、2017年から出演者がスマートフォン、タブレット端末などから配信できる「フリー配信」を開始した。放送内容は他社とのコラボレーション企画とオリジナルで配信するレギュラー番組の2種類。
コラボレーション企画は『ワイルド・スピード』や『ジェイソン・ボーン』などの映画のプロモーション放送、雑誌のイメージガールや映画の配役のオーディション、『東京オーディション(仮)』(TOKYO MX)、『真夜中のおバカ騒ぎ』(千葉テレビ、TOKYO MX)の出演者オーディションなど多岐にわたる。
レギュラー番組は長州小力がメインMCを務める『小力の小部屋』などがある。一部番組はニコニコ生放送やFRESH!でも同時配信している。

## 沿革
- 2010年6月 iOSアプリをリリース
- 2011年7月11日 YouTubeチャンネル開設
- 2012年3月 Androidアプリを配信開始
- 2016年11月 iOSアプリをリリース、サイトリニューアル
- 2017年1月 フリー配信開始、Abema FRESH!チャンネル開設

## 番組
※放送内容は他社とのコラボレーション企画とオリジナルで配信するレギュラー番組の2種類がある。

### オリジナル
- 西口プロレス「小力の小部屋」（MC: 長州小力）
- 競馬バラエティ「ウマバラ！」（MC: ムラコ）
- 競輪生活「チャリバラ！」（MC: 桜井奈津/日里麻美）
- マヨバガールズ養成所「マヨバカ学園」（MC: 東京女子流 山邊未夢）
- ヤンチャン学園放送部「定期実力テスト」（出演: ヤンチャン学園音楽部）
- 「ミスFLASH2018チャンネル」（出演: 小島瑠那/保崎麗/麻亜子）
- 「マシェバラeveryday」（こぐれ/ブラックパイナーSOS/まんぷくフーフー/ユメマナコ/ねこじゃらし/ボク/がじゅまる/TOY）

### コラボレーション
- 「ミスFLASH 選考オーディション」
- 「ミス東スポ 選考オーディション」
- 「ミスプレミア 選考オーディション」
- 「真夜中のおバカ騒ぎ!」（TOKYOMX/千葉テレビ「真夜中のおバカ騒ぎ！」とのコラボ）
- 「東京オーディション(仮)」（TOKYOMX 「東京オーディション(仮)」とのコラボ）